# موسکویچ ۴۰۲

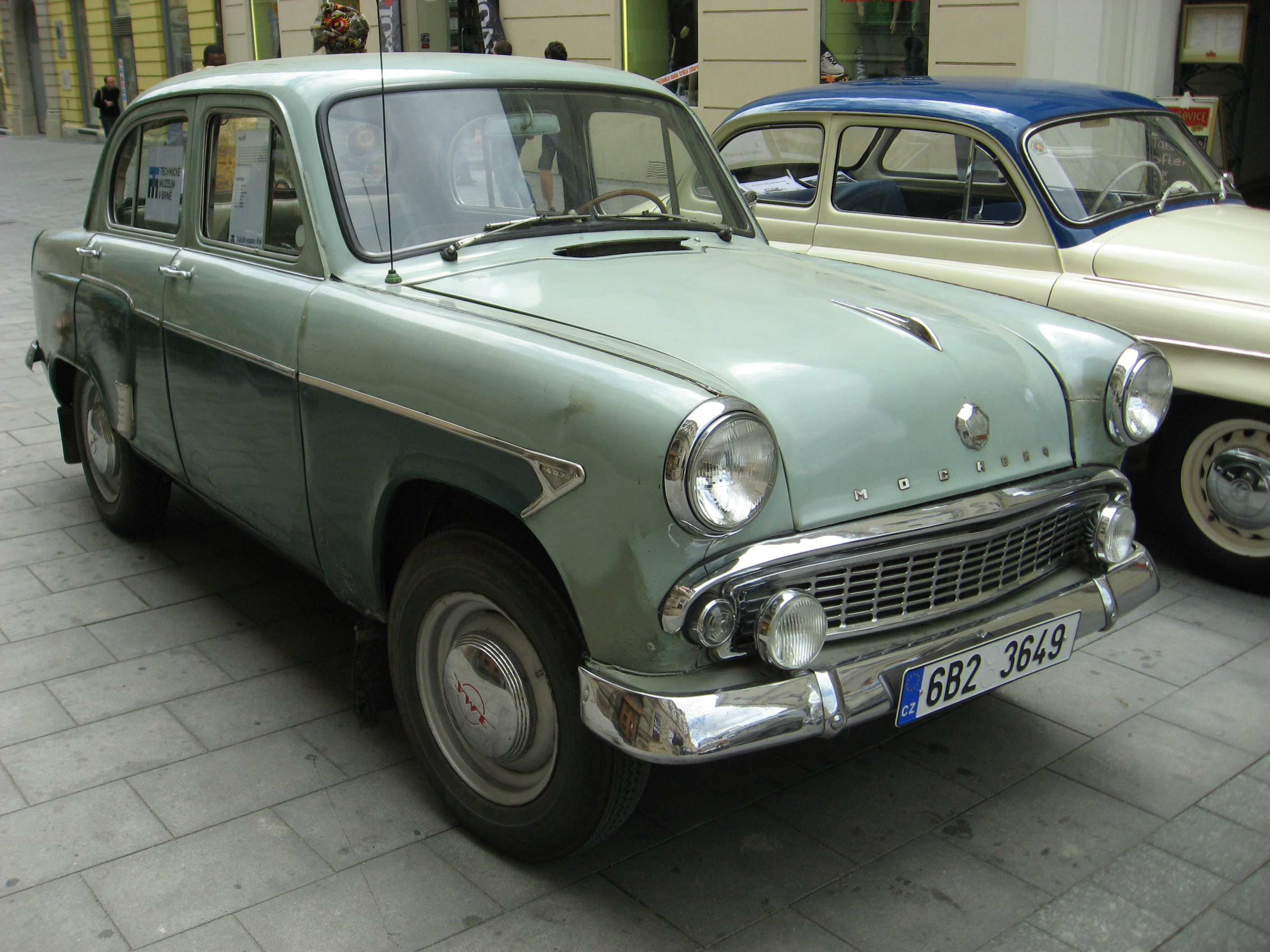

موسکویچ ۴۰۲ (Moskvitch ۴۰۲) خودرویی است که در سال‌های ۱۹۵۶—۱۹۶۵تولید شده‌است. 
این خودرو در کلاس خودرو کامپکت قرار گرفته و طراحی آن خودروهای موتور جلو-محور عقب بوده است. سیستم جعبه‌دندهٔ آن ۴ دنده به صورت دستی است.